# Jeroen Wester
 Jeroen Wester (1968) is een Nederlandse journalist en schrijver. Voor NRC Handelsblad en nrcnext schrijft hij over zorg, economie en financiën.
Na zijn studie Bedrijfskunde aan de Rijksuniversiteit van Groningen begon zijn journalistieke loopbaan in 1996 bij Het Financieele Dagblad. Sinds 2001 werkt hij voor het NRC.
Over veel toegepaste trucs bij bedrijfsovernames (private equity) schreef hij Help, we worden overgenomen. Andere grote onderwerpen waren het klokkenluidersdossier over de misstanden bij de Nederlandse Zorgautoriteit en het boekhoudschandaal bij Ahold.

## Erkenning
Wester kreeg in 2005 de Prijs voor de Dagbladjournalistiek. Hij kreeg dit samen met collega Joost Oranje voor hun serie artikelen over Ahold. 
In 2014 won hij met Joep Dohmen De Tegel in de categorie Nieuws voor hun publicaties over het dagboek van  klokkenluider Arthur Gotlieb en de Nederlandse Zorgautoriteit. 